# The Crossing (álbum)
The Crossing es el primer álbum de estudio de la banda escocesa Big Country. Fue publicado el 15 de julio de 1983 a través de Mercury Records. The Crossing alcanzó la posición #3 en la lista de álbumes del Reino Unido y fue certificado disco de platino por la Industria Fonográfica Británica.

## Composición
Las canciones de The Crossing tratan temas que incluyen la pérdida («Inwards», «Chance»), la separación («Close Action»), la deshumanización («Lost Patrol») y la rebelión jacobita de 1745 («The Storm»). Muchas de las canciones se caracterizan por la batería altamente comprimida de Mark Brzezicki y las guitarras en capas fuertemente tratadas con efectos de Stuart Adamson y Bruce Watson. La música a menudo demuestra una clara influencia de la música tradicional escocesa, particularmente evidente en los ritmos de banda de gaitas de «In a Big Country» y «Fields of Fire» y la introducción de guitarra gaélica arremolinada de «The Storm». Esto hizo que la banda fuera categorizada como una banda de Celtic rock, lo que a veces llevó a comparaciones desfavorables con otras bandas como Thin Lizzy.

## Rendimiento comercial
The Crossing debutó en el puesto #4 durante la semana del 6 de agosto de 1983. Debutó en el puesto #114 en la lista Billboard 200 de Estados Unidos durante la semana del 24 de septiembre de 1983. En Canadá, el álbum alcanzó la posición #4 durante la semana del 12 de noviembre de 1983.
The Crossing fue certificado disco de platino por Music Canada en diciembre de 1983. El álbum fue oficialmente certificado disco de oro por la Recording Industry Association of America (RIAA) el 19 de enero de 1984. También fue certificado disco de platino por la British Phonographic Industry (BPI) el 9 de febrero de 1984.

## Lista de canciones
Todas las canciones escritas y compuestas por Stuart Adamson, Mark Brzezicki, Tony Butler y Bruce Watson.
Lado uno
1. «In a Big Country» – 4:44
2. «Inwards» – 4:35
3. «Chance» – 4:26
4. «1000 Stars» – 3:53
5. «The Storm» – 6:22

Lado dos
1. «Harvest Home» – 4:20
2. «Lost Patrol» – 4:52
3. «Close Action» – 4:15
4. «Fields of Fire» – 3:32
5. «Porrohman» – 7:52

## Posicionamiento

### Gráfica semanal
| Gráfica (1983)                    | Pico de posición |
| --------------------------------- | ---------------- |
| Australia (Kent Music Report)     | 21               |
| Canadá (RPM Top Albums/CDs)       | 4                |
| Estados Unidos (Billboard 200)    | 18               |
| Nueva Zelanda (Recorded Music NZ) | 8                |
| Países Bajos (Album Top 100)      | 11               |
| Reino Unido (UK Albums Chart)     | 3                |
| Suecia (Sverigetopplistan)        | 17               |

### Gráfica de fin de año
| Gráfica (1983)              | Pico de posición |
| --------------------------- | ---------------- |
| Canadá (RPM Top Albums/CDs) | 26               |

## Certificaciones y ventas
| País                  | Certificación | Ventas  |
| --------------------- | ------------- | ------- |
| Canadá (Music Canada) | Platino       | 100,000 |
| Estados Unidos (RIAA) | Oro           | 500,000 |
| Reino Unido (BPI)     | Platino       | 300,000 |